# السلالة الساسانية
السلالة الساسانية هي العائلة التي أسست الإمبراطورية الساسانية، التي حكمت بلاد فارس (إيران الحالية) من عام 224 إلى 651. بدأت مع أردشير الأول الذي أطلق اسم الساسانية تكريما لجده (أو والده) ساسان.